# Гошен (Вирџинија)
Гошен (енгл. Goshen) град је у америчкој савезној држави Вирџинија. По попису становништва из 2010. у њему је живело 361 становника.

## Демографија
Према попису становништва из 2010. у граду је живело 361 становника, што је 45 (11,1%) становника мање него 2000. године.
| Група             | 2000.       | 2010.       |
| Белци             | 391 (96,3%) | 350 (97,0%) |
| Афроамериканци    | 15 (3,7%)   | 5 (1,4%)    |
| Азијати           | 0 (0,0%)    | 0 (0,0%)    |
| Хиспаноамериканци | 0 (0,0%)    | 4 (1,1%)    |
| Укупно            | 406         | 361         |